# Bankston
Bankston es una ciudad situada en el condado de Dubuque, en el estado de Iowa, Estados Unidos. Según el censo de 2000 tenía una población de 27 habitantes.

## Geografía
Según la Oficina del Censo de los Estados Unidos, la localidad tiene un área total de 0,71 km², la totalidad de los cuales corresponden a tierra firme.

## Demografía
Según el censo de 2000, había 27 personas, 12 hogares y 9 familias residiendo en la localidad. La densidad de población era de 37,92 hab./km². Había 12 viviendas con una densidad media de 17,2 viviendas/km². El 100,00% de los habitantes eran blancos. 
Según el censo, de los 12 hogares, en el 33,3% había menores de 18 años, el 50,0% pertenecía a parejas casadas, el 16,7% tenía a una mujer como cabeza de familia, y el 25,0% no eran familias. El 25,0% de los hogares estaba compuesto por un único individuo, y el 8,3% pertenecía a alguien mayor de 65 años viviendo solo. El tamaño promedio de los hogares era de 2,25 personas, y el de las familias de 2,56.
La población estaba distribuida en un 25,9% de habitantes menores de 18 años, un 14,8% entre 18 y 24 años, un 40,7% de 25 a 44, un 7,4% de 45 a 64, y un 11,1% de 65 años o mayores. La media de edad era 36 años. Por cada 100 mujeres había 125,0 hombres. Por cada 100 mujeres de 18 años o más, había 122,2 hombres.
Los ingresos medios por hogar en la localidad eran de 18.750 dólares ($), y los ingresos medios por familia eran 18.750 $. Los hombres tenían unos ingresos medios de 19.583 $ frente a los 38.750 $ para las mujeres. La renta per cápita para la ciudad era de 9.886 $. El 41,4% de la población y el 30,0% de las familias estaban por debajo del umbral de pobreza. El 45,5% de los habitantes de 65 años o más vivían por debajo del umbral de pobreza.